# Andrej Kuznetsov
Andrej Kuznetsov, född 23 april 1966 i Poltava, död 30 december 1994 i Chieti, var en sovjetisk volleybollspelare.
Kuznetsov blev olympisk silvermedaljör i volleyboll vid sommarspelen 1988 i Seoul.